# José Moñino y Redondo
José Moñino y Redondo, hrabia Floridablanca (ur. 21 października 1728, zm. 30 grudnia 1808) – hiszpański mąż stanu i reformator administracji w duchu oświecenia.

## Życiorys
Urodzony w Murcji w 1728 jako syn emerytowanego oficera. Studiował prawo na uniwersytecie w Salamance i zyskał sławę jako adwokat. W 1766 został głównym prokuratorem Kastylii. Powierzono mu śledztwo w sprawie zamieszek, które wybuchły w czasie rządów ministra Esquilache w tym samym roku i zyskał sobie opinię protagonisty polityki oświeconego króla Karola III. Moñino był zwolennikiem wypędzenia jezuitów w 1767. Karol III uczynił Moñino hiszpańskim ambasadorem przy papieżu Klemensie XIV w 1772. W 1773 za obronę interesów hiszpańskich przeciw jezuitom (przekonał papieża o „nieodzowności” tego kroku) uzyskał od króla tytuł hrabiego Floridablanca. Do 1776 Floridablanca był hiszpańskim ambasadorem w Państwie Kościelnym.
Od 1777 do 1792 kierował nawą państwa jako pierwszy sekretarz stanu, wspierając powstanie kolonistów amerykańskich przeciwko Wielkiej Brytanii. W czasie jego mandatu został wybudowany Kanał Aragoński, który wciąż dostarcza wodę do licznych gmin Aragonii i Nawarry i jest używany do nawadniania.
W 1782 został mianowany ministrem sprawiedliwości Hiszpanii. W sierpniu 1791 szwedzki ambasador Carl August von Ehrensvärd nakłonił go do współdziałania przeciw rewolucjonistom francuskim.